# 董福元
董福元（1948年—），汉族，中华人民共和国政治人物、第十一届全国政协委员。
加入中国共产党，担任公安部警卫局局长。2008年，当选第十一届全国政协委员，代表特别邀请人士，分入第五十七组。并担任提案委员会专委。